# Pascal Couchepin
Pascal Couchepin (født 5. april 1942) er schweizisk politiker og medlem af Forbundsrådet (Bundesrat), Schweiz' regering. Han har været i regeringen siden 1998. Han er hjemmehørende i Martigny (VS) og repræsenterer Freisinnig-demokratische Partei der Schweiz (FDP).
Han har været indenrigsminister fra 2003.